# 18. Sinfonie (Mjaskowski)
Die Sinfonie in C-Dur op. 42 ist die 18. Sinfonie des Komponisten Nikolai Jakowlewitsch Mjaskowski.

## Entstehungsgeschichte
Mjaskowski begann die Arbeit an der 18. Sinfonie im Juli 1937 in Nikolina Gora (Rubljowka), kurz nachdem er die 17. Sinfonie instrumentiert hatte. Er komponierte das Werk innerhalb kürzester Zeit, und so war bereits Anfang August die Klavierversion fertiggestellt. Die Instrumentierung nahm er in einer Woche im September vor, sodass das Werk pünktlich zum 20. Jahrestag der Oktoberrevolution aufgeführt werden konnte.

## Analyse
Die Stimmung der Sinfonie ist insgesamt hell und festlich, die gesanglich gehaltenen Motive bleiben klar und werden nicht wie sonst oft bei Mjaskowski stark variiert und dramatisiert. Der erste Satz in C-Dur wird von einem kurzen, einprägsamen Motiv bestimmt, das aus der Tonfolge g-a-g besteht. Der zweite Satz steht in a-Moll. Er besteht aus einem Thema (Lento) und Variationen, von denen die letzte in A-Dur endet. Der tänzerische dritte Satz greift wieder die Stimmung des ersten auf und steht wie dieser in C-Dur. Mit einer Aufführungsdauer von unter 25 Minuten zählt das Werk zu den kürzesten mehrsätzigen Sinfonien des Komponisten.

## Rezeption und Kritik
Die 18. Sinfonie wurde am 1. Oktober 1937 uraufgeführt. Damit war sie das erste Werk des Komponisten, das nach der gefeierten 16. Sinfonie aufgeführt wurde. Sie konnte an deren großen Erfolg nicht anknüpfen und stand lange, genau wie alle anderen Werke Mjaskowskis dieser Periode, in ihrem Schatten. Der Musikwissenschaftler Georgi Nikititsch Chubow schrieb über das Werk, sie sei eine Suche nach „klassischer Schlichtheit und Klarheit des musikalischen Ausdrucks, [… um] eine sinfonische Sprache zu finden, die dem Volke und den Massen nahesteht.“ Dennoch fehle es ihr „an Tiefe und Bedeutsamkeit philosophischer Gedanken“. Anlässlich der Tage der sowjetischen Musik 1938 in Moskau wurde die Sinfonie in einer Bearbeitung für Blasorchester vom Militärkapellmeister I. W. Petrow gespielt. Mjaskowski war anwesend und zeigte sich begeistert von der Interpretation. Daraufhin entschied er sich, seine 19. Sinfonie für Blasorchester zu schreiben.